# Rudolf Lange (Schauspieler)
 Rudolf Lange (* 4. Februar 1830 in Potsdam; † 3. März 1907 in Karlsruhe) war ein deutscher Schauspieler.

## Leben
Rudolf Lange wuchs in seiner Geburtsstadt und nach dem Tod des Vaters in Berlin auf. Dort ließ er sich von Theodor Döring zum Schauspieler ausbilden. Lange spielte zunächst am Urania-Theater, ehe er an das Roththeater nach Karlsruhe wechselte. Von dort verpflichtete Eduard Devrient ihn an das Hoftheater, dem er bis zum Ende seiner künstlerischen Laufbahn angehörte. Nach seinem Debüt 1853 als Lionel in Friedrich Schillers Drama Die Jungfrau von Orleans, spielte Lange am Hoftheater unter anderem neben Pauline Mailhac in Das Versprechen hinterm Herd von Alexander Baumann, in späteren Jahren als Jago in Othello, John Falstaff in Die lustigen Weiber von Windsor oder in der Titelrolle von Richard III., alle von William Shakespeare.
Ab 1891 führte Lange auch Regie. Außerdem gab er Schauspielunterricht, Bertha Bayer-Braun und Wilhelm Beyer waren zwei seiner Schüler. Seine letzte Rolle spielte Lange in Die relegierten Studenten von Roderich Benedix. Anfang Oktober 1896 erlitt er einen Schlaganfall, der ihn halbseitig lähmte und eine Fortsetzung seiner Karriere nicht mehr zuließ.
Rudolf Lange war zweimal verheiratet. Seiner Ehe mit der Sängerin Mathilde Fromm († 1857) entstammte die Tochter Mathilde (1856–1930), die spätere Ehefrau des Zoologen Otto Bütschli. 1859 ehelichte Lange die Berufskollegin Johanna Scherzer. Der gemeinsame Sohn Hans arbeitete ebenfalls als Schauspieler und Regisseur.